# Ilsandong-gu
Ilsandong-gu  (nghĩa là "quận Đông Ilsan") là một quận ở Goyang, Gyeonggi-do, Hàn Quốc. Ilsan-gu được chia thành Ilsandong-gu và Ilsanseo-gu vào 16 tháng 5 năm 2005.

## Phân cấp hành chính
Ilsandong-gu được chia thành 12 dong (동, "phường"):
| Tên              | Tên (Hangul) | Diện tích (km²) | Dân số (Người) |
| ---------------- | ------------ | --------------- | -------------- |
| Gobong-dong      | 고봉동       | 24,96           | 16,672         |
| Madu 1-dong      | 마두1동      | 2.21            | 27,238         |
| Madu 2-dong      | 마두2동      | 0.63            | 17,630         |
| Baekseok 1-dong  | 백석1동      | 1.77            | 27,201         |
| Baekseok 2-dong  | 백석2동      | 0.80            | 22,346         |
| Siksa-dong       | 식사동       | 6.82            | 31,221         |
| Janghang 1-dong  | 장항1동      | 9.42            | 2,998          |
| Janghang 2-dong  | 장항2동      | 2.45            | 26,795         |
| Jeongbalsan-dong | 정발산동     | 1.53            | 27,949         |
| Jungsan 1-dong   | 중산1동      | 1.41            | -              |
| Jungsan 2-dong   | 중산2동      | 1.44            | -              |
| Pungsan-dong     | 풍산동       | 5.66            | 39,272         |
| Tổng cộng        | Tổng cộng    | 59.10           | 284,207        |

## Giáo dục

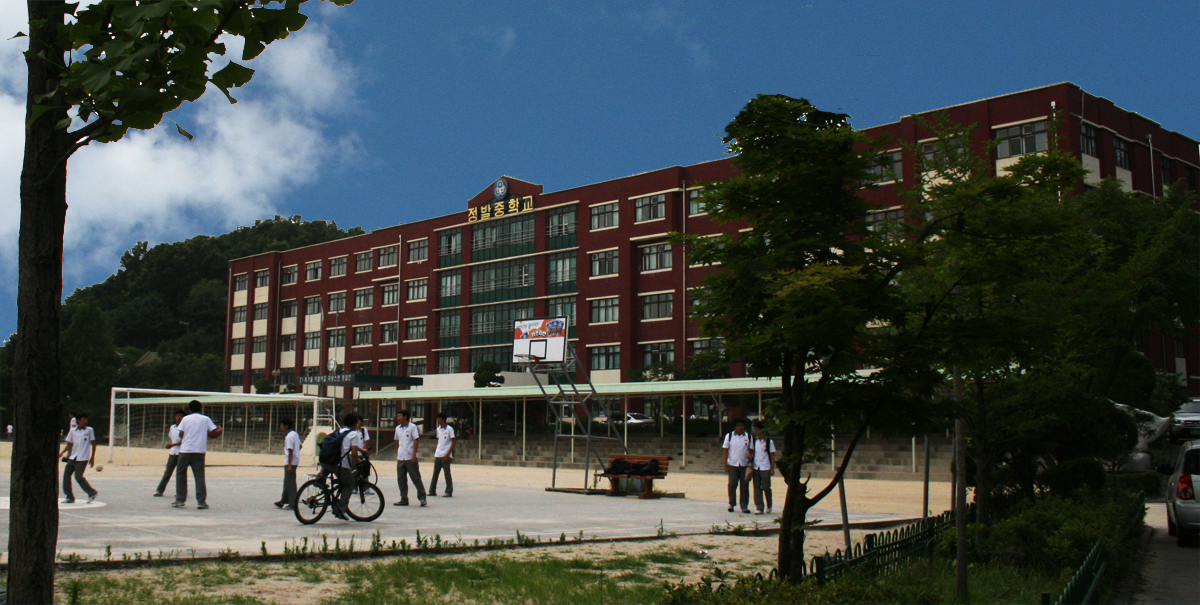
Trường trung học cơ sở Jungball (정발 중학교) ở Ilsandong-gu

Ilsandong-gu có 33 trường học, bao gồm 19 trường tiểu học, 6 trường trung học cơ sở, 7 trường trung học phổ thông và 1 trường đặc biệt. Baengma (백마) nổi tiếng với các trường hagwon (학원) hay còn gọi là trường luyện thi và nhiều trường hagwon hoạt động trong khu vực.